# Anne Vondelingprijs
De Anne Vondelingprijs is een naar de Partij van de Arbeid-politicus Anne Vondeling genoemde prijs die jaarlijks wordt uitgereikt aan journalisten die de politiek op een heldere manier weten te verwoorden.

## Lijst van ontvangers
- 1980 – Harry van Wijnen (Het Parool)
- 1981 – Dieudonné ten Berge (Elsevier)
- 1982 – José Toirkens (NRC Handelsblad)
- 1983 – Joop van Tijn en Max van Weezel (Vrij Nederland)
- 1984 – Max de Bok (De Gelderlander)
- 1985 – Yvonne Zonderop (Het Vrije Volk)
- 1986 – Constant Vecht (De Groene Amsterdammer, De Waarheid)
- 1987 – Hubert Smeets (NRC Handelsblad)
- 1988 – Willem Breedveld (Trouw)
- 1989 – Laura Starink (NRC Handelsblad)
- 1990 – Ulko Jonker (Het Financieele Dagblad)
- 1991 – Rob Meines (NRC Handelsblad)
- 1992 – Kees Lunshof (Telegraaf)
- 1993 – Oscar Garschagen (de Volkskrant)
- 1994 – Leonard Ornstein en Max van Weezel (Vrij Nederland)
- 1995 – Mark Kranenburg (NRC Handelsblad)
- 1996 – niet uitgereikt
- 1997 – Jet Bruinsma (de Volkskrant)
- 1998 – Pieter Klein en Stephan Koole (Algemeen Dagblad)
- 1999 – Wierd Duk (Elsevier)
- 2000 – Cisca Dresselhuys (Opzij)
- 2001 – Hans Goslinga (Trouw)
- 2002 – Lidy Nicolasen (de Volkskrant)
- 2002 – Michiel Zonneveld (Vrij Nederland)
- 2003 – Marcel ten Hooven (Trouw)
- 2004 – Marc Chavannes (NRC Handelsblad)
- 2005 – Hans Wansink (de Volkskrant)
- 2006 – Jérôme Heldring (NRC Handelsblad)
- 2007 – Elsbeth Etty (NRC Handelsblad)
- 2008 – Kees van der Malen (Noordhollands Dagblad, Haarlems Dagblad, Leidsch Dagblad en Gooi- en Eemlander)
- 2009 – Joost Oranje (NRC Handelsblad)
- 2010 – Martin Sommer (de Volkskrant)
- 2011 – Ferry Mingelen (NOS)
- 2012 – Caroline de Gruyter (NRC Handelsblad)
- 2013 – (prijs niet uitgereikt)
- 2014 – Tom-Jan Meeus (NRC Handelsblad)
- 2015 – Aukje van Roessel (De Groene Amsterdammer)
- 2016 – Marc Peeperkorn (de Volkskrant)
- 2017 – Kim van Keken en Eric Smit (het onlinenieuwsplatform Follow the Money)
- 2018 - Milena Holdert en Ghassan Dahhan (van resp. Nieuwsuur en Trouw)
- 2019 - Petra de Koning (NRC Handelsblad)
- 2020 - Marc Chavannes (De Correspondent)[2]
- 2021 - Jesse Frederik (De Correspondent)[3]
- 2022 - Gerard Beverdam (Nederlands Dagblad)
- 2023 - Kustaw Bessems (De Volkskrant)
- 2024 - Lamyae Aharouay (NRC Handelsblad)

## Saskia J. Stuivelingprijs
De aan de Anne Vondelingprijs verbonden Saskia J. Stuivelingprijs is een aanmoedigingsprijs bedoeld voor de "stimulering van innovatieve, jonge of regionale journalisten die veelal buiten het blikveld van de landelijke media blijven". Deze prijs is in 2017 voor het eerst uitgereikt en vernoemd naar Saskia Stuiveling, oud-voorzitter van het bestuur van de Anne Vondelingprijs stichting. 
- 2017 - Saskia van Westhreenen, Haags redacteur van de Leeuwarder Courant.[4]
- 2018 - Jan van de Streek, hoogleraar Fiscaal concernrecht aan de Universiteit van Amsterdam.[5]
- 2019 - Menno van den Bos van Vrij Nederland
- 2020 - niet uitgereikt
- 2021 - Gep Leeflang van de Stentor
- 2022 - Tristan Braakman en Mario Miskovic van RTV Noord[6]
- 2023 - Maaike Borst van Dagblad van het Noorden[7]